# 熊燕斌
熊燕斌（1968年9月—），汉族，江西丰城人，中华人民共和国政治人物。曾任江西省铁路投资集团公司党委书记、董事长，中共朔州市委副书记、市长，中共朔州市委书记。2021年9月出任山西省地质勘查局副局长，2022年2月因涉嫌违纪违法，接受山西省纪委监委纪律审查和监察调查。同年8月，被开除中共党籍，移送检察机关起诉。